# Douanerechten
Douanerechten,  ook wel tarieven genoemd, zijn indirecte belastingen die een land heft en worden onderverdeeld in invoer- en uitvoerrechten, respectievelijk ook importheffingen en exportheffingen genaamd, die geheven worden op goederen die in dat land worden ingevoerd, respectievelijk uit dat land worden uitgevoerd. Het tarief is vaak een percentage van de waarde, dat voor elk land kan afhangen van het andere land en van het soort goederen. Binnen de EU zijn er geen douanerechten.
In de belastingrechtswetenschap komen de begrippen invoer- en uitvoerrechten als zodanig niet meer voor. Tegenwoordig wordt daarvoor in de douanewetgeving de term douanerecht gebruikt. 
Invoerrechten kunnen worden gezien als een vorm van protectionisme: het beschermen van de eigen binnenlandse markt tegen concurrerende invoer uit andere landen. Hoge invoerrechten worden in het spraakgebruik wel aangeduid met de term tariefmuur. Uitvoerrechten hebben vaak een politiek karakter of belang.
Er is onder economen nagenoeg unanieme consensus dat tarieven contraproductief zijn en een negatieve invloed hebben op economische groei en welvaart, terwijl vrijhandel en de afbouw van handelsbarrières een positieve invloed hebben op de economische groei.
 Hoewel handelsliberalisering soms kan leiden tot ongelijk verdeelde winsten en verliezen, en op de korte termijn economische verstoring kan veroorzaken voor werknemers in sectoren die met import concurreren, heeft vrijhandel voordelen doordat het de kosten van goederen en diensten verlaagt voor zowel producenten als consumenten. De economische last van tarieven valt op de importeur, de exporteur en de consument. Tarieven die bedoeld zijn om specifieke sectoren te beschermen, kunnen averechts werken en juist de sectoren schaden die ze moesten helpen, doordat inputkosten stijgen en andere landen vergeldende tarieven invoeren. Invoerheffingen kunnen ook binnenlandse exporteurs schaden door hun toeleveringsketens te verstoren en hun inputkosten te verhogen.

## Hoogte van de douanerechten
De vaststelling van de invoerrechten geschiedt binnen het kader van handelsakkoorden in het raam van de GATT. Op dit gebied wordt de Europese Unie als één land beschouwd met overal dezelfde tarieven. 
De hoogte van de douanerechten verschilt per product en kan worden beïnvloed door het land van oorsprong van de goederen. De douanerechten zijn over het algemeen percentages (ad valorem rechten) en worden geheven over de douanewaarde van de goederen. De douanewaarde is samengesteld uit drie componenten:
- de transactiewaarde (de prijs die voor het product wordt betaald aan de leverancier)
- de vrachtkosten
- de verzekeringskosten

Om de juiste hoogte van de douanerechten te kunnen achterhalen, zal de douane het product indelen onder een decimale code. In de EU is dit de TARIC-code; de eerste vier letters zijn over de hele wereld hetzelfde.

## Inning
De inning van de douanerechten is opgedragen aan de douane. Ook particulieren die producten invoeren, moeten aangifte doen en meteen de eventuele douanerechten betalen. De douane maakt geen onderscheid tussen particulieren en bedrijven, de douanerechten zijn voor beide groepen hetzelfde. Zoals reeds gezegd heft de douane de douanerechten over de waarde van de goederen. Dit kan nog weleens leiden tot misverstanden. Soms zegt een bedrijf dat het in te voeren product geen waarde heeft, bijvoorbeeld als men een monster invoert. Het is echter aan de douane om te bepalen of een goed waarde heeft of niet. Zo kan ook een monster wel degelijk waarde hebben. Alleen monsters die ongeschikt zijn voor verkoop, worden door de douane aangemerkt als monster zonder waarde. 
Eenmaal betaalde invoerrechten kunnen niet worden teruggevraagd. De nationale belastingdiensten dragen de geïnde rechten af aan de EU. De douanerechten worden alleen geheven aan buitengrenzen van de EU. Tussen de verschillende EU-lidstaten worden geen invoerrechten geheven en geldt een vrij verkeer van goederen. Om die reden zijn ook de douanecontroles aan de EU-binnengrenzen opgeheven.

## Kenmerken

### Bindende tariefinlichting
Sinds 1 januari 1991 geeft de douane schriftelijke inlichtingen over de goederencode. Dit wordt een BTI genoemd, een Bindende Tariefinlichting. De douane moet een BTI binnen drie maanden afgeven. De geldingsduur ervan is drie jaar. De BTI verliest haar geldigheid als de aanvrager onjuiste informatie over het product heeft verstrekt. De geldigheid kan ook nietig worden als de nomenclatuur voor de goederencodes verandert en/of als de commissie van de EU de goederen anders indeelt. Indien een BTI eenmaal op naam is afgegeven, dan is de betreffende importeur verplicht zich aan deze uitspraak te houden. Het BTI-nummer dient in de aangifte te worden vermeld onder bescheidcode C626.

### Tariefmaatregelen
Het invoerrecht van bepaalde goederen kan door tariefmaatregelen geheel of gedeeltelijk niet worden geheven. Dit laatste is alleen mogelijk als de goederen van oorsprong zijn uit een bepaald land. De regeling is hoofdzakelijk te verklaren vanuit het beschermende karakter van het invoerrecht. Van invloed zijn tariefpreferentiële regelingen, algemene tariefpreferenties, tariefcontingenten en schorsingen.

### Preferenties
Een tariefpreferentie is een handelspolitieke regeling. De EU heeft namelijk met een aantal landen preferentiële handelsovereenkomsten gesloten. Dit zijn afspraken waarin is bepaald dat wegens invoer van bepaalde producten uit bepaalde landen geen invoerrechten worden geheven. De EU heeft handelsakkoorden afgesloten met:
- EVA-landen (IJsland, Noorwegen, en Zwitserland)
- LGO-landen (bijvoorbeeld Aruba, Nederlandse Antillen, Nieuw-Caledonië, Frans-Polynesië, de Falklandeilanden, Maagdeneilanden en Groenland)
- landen rondom de Middellandse Zee (bijvoorbeeld Mashrek en Magreb, Israël)
- Zuid-Afrika en Mexico

De handelsovereenkomst met de EVA-landen kent een beperking. De wederzijdse preferentie geldt alleen voor industriële producten. Bij de landbouwgoederen geldt deze preferentie niet.

### APS
Vaak wordt de vraag gesteld of er subsidies zijn op de import van producten uit ontwikkelingslanden. Echte subsidies zijn er niet, wel wordt indirect een soort 'subsidie'  gegeven via het systeem van de algemene tariefpreferenties. Ieder jaar opent de EU algemene tariefpreferenties voor met name de industriële eindproducten en halffabricaten uit ontwikkelingslanden. Er worden dan geen of verlaagde invoerrechten geheven. In vaktaal wordt het systeem Algemeen Preferentieel Systeem (APS) genoemd. 
Het APS heeft een vrijblijvend karakter, wat wel blijkt uit de invulling in de praktijk. De goederen uit de ontwikkelingslanden kunnen weliswaar tegen een verlaagd tarief worden ingevoerd, maar er zijn uitzonderingen. Goederen uit ontwikkelingslanden die ook in de EU vervaardigd worden en schade kunnen oplopen als gevolg van de verlaagde invoerrechten, worden getroffen door beperkende maatregelen. 
Het APS is een eenzijdig systeem. Goederen afkomstig uit de EU genieten over het algemeen geen preferentie bij de invoer in de ontwikkelingslanden.

### Tariefcontingenten
Als een bedrijf aanspraak wil maken op een preferentieel tarief en dus tegen een lager tarief een product gaat invoeren, kan het voorkomen dat de invoer tegen het lagere tarief aan invoerrechten gebonden is aan een contingent. Bij een tariefcontingent (TC) wordt de heffing op een bepaalde hoeveelheid van een bepaald product, voor een bepaalde periode, geheel of gedeeltelijk geschorst. Is de vastgestelde hoeveelheid van het contingent geïmporteerd dan geldt het normale tarief van invoerrechten weer. Het kan zijn dat de periode waarvoor het TC is verleend nog niet verstreken is als het contingent al uitgeput is. Ondanks het feit dat de periode nog niet verstreken is, geldt dan weer het normale tarief van invoerrechten. Soms wordt een TC dat tussentijds is uitgeput later in een jaar weer heropend. Als het TC is uitgeput, kan een bedrijf de goederen gewoon blijven importeren. De preferentie is dan echter niet geldig en het normale tarief aan invoerrechten moet worden betaald.

### Tariefschorsingen
Het kan zijn dat een invoerrecht, zonder beperking in de hoeveelheid, geheel of gedeeltelijk verlaagd is. Dit in tegenstelling tot een tariefcontingent waar de hoeveelheid wel beperkt wordt. Het tarief wordt geschorst. Als beperkende voorwaarde kan worden gesteld dat de goederen in de EG een bepaalde bestemming moeten volgen. Meestal is dat zo bij goederen die in een bepaald productieproces moeten worden gebruikt. Zo kan de EU-zetmeelindustrie een tariefschorsing aanvragen voor de invoer van aardappelen.

### Vrijstellingen
In een aantal gevallen is er een vrijstelling van invoerrechten voorzien bij de invoer van goederen door de Europese douanewetgeving. De bekendste daarvan zijn de vrijstellingen van invoerrechten op kleine hoeveelheden in de bagage van reizigers. Daarnaast kan men in onder andere volgende gevallen rekenen op een vrijstelling van invoerrechten:
- monsters met een te verwaarlozen waarde
- invoer van eretekens en prijzen (vb. medailles, oorkondes)
- verhuis (vb. meubilair en interieurinrichting)
- geërfde goederen
- brandstof in voertuigen
- goederen voor rampenbestrijding (mondmaskers, beschermende kledij)
- persfoto's
- diplomatieke goederen

Er is ook een volledige vrijstelling bij de wederinvoer van goederen die eerst werden uitgevoerd, bijvoorbeeld installaties van muziekgroepen die een buitenlandse tour maken. Omgekeerd kan ook vrijstelling verleend worden bij tijdelijke invoer van onder andere beroepsuitrusting, goederen bestemd voor tentoonstellingen, verpakkingen, enz.  Een speciaal regime is er voor de zogenaamde actieve veredeling. Dat is het geval bij goederen die de EU binnenkomen voor een herstelling of een bewerking met de bedoeling weer uitgevoerd te worden. 

## Gevolgen
Er zijn drie effecten die optreden wanneer douanerechten ingevoerd worden: het consumptie-effect, protectie-effect en het fiscaal effect. De prijs van buitenlandse goederen zal stijgen, waardoor ook de marktprijs stijgt en de verhandelde hoeveelheid daalt. Het consumptie-effect houdt dus in dat de geconsumeerde hoeveelheid zal dalen. Bovendien zullen invoerrechten ervoor zorgen dat de binnenlandse producent beschermd wordt: ten opzichte van vrijhandel zal de binnenlandse producent méér kunnen verhandelen tegen een hogere prijs. Het laatste is het fiscaal effect. Dit is vrij evident: een overheid zal inkomsten verwerven dankzij de invoerrechten.

## Douanerechten en Donald Trump
Donald Trump, de 47e president van Amerika, heeft redelijk van de norm afwijkende ideeën over douanerechten, in het Engels ook wel aangeduid als tariffs. Trump meent dat een protectionistisch gebruik van douanerechten, waarbij deze hoog worden gemaakt, er voor zorgt dat producenten zich vestigen in Amerika. Dit gaat in tegen de gangbare kennis en aannames over tariffs, waarbij men er van uitgaat dat deze maatregelen juist een negatief effect hebben op eigen en andermans economie, wanneer deze invoerbelastingen (te) hoog zijn.
Trump kondigde al vroeg in zijn tweede termijn aan hoge douanerechten te willen heffen op Canadese, Mexicaanse en Chinese producten. Op producten uit de eerste twee landen zou een tariff van 25% gerekend moeten worden en op Chinese producten moest 10% extra invoerrechten gerekend worden. De rechten werden als snel - in ietwat verlichte versie - op de landen geheven, China moest al vanaf februari 2025 rekening houden met de nieuwe invoerrechten, de buurlanden van Amerika vanaf maart. Dit veroorzaakte een handelsoorlog met Canada en China, die met veranderingen in hun eigen invoerrechten reageerden. Kort hierna sprak Trump al over mogelijke belastingen geheven op Europese producten.
Op 2 april 2025, een dag die Trump "Bevrijdingsdag" noemde, kondigde hij een universele importheffing van 10% aan op alle goederen die de VS binnenkomen en hogere heffingen op goederen van 57 handelspartners.